# Choroby genetyczne
Choroby genetyczne (gr. genetes = rodzic, zrodzony) – grupa chorób wywołana mutacjami w obrębie genu lub genów, mających znaczenie dla prawidłowej budowy i czynności organizmu.
Ze względu na rodzaje mutacji wyróżnia się choroby genetyczne niedziedziczące się, które powstają wskutek mutacji DNA tylko w komórkach somatycznych, oraz choroby genetyczne dziedziczące się, wywołane mutacjami istniejącymi we wszystkich komórkach ciała, również w komórkach linii płciowych, odpowiedzialnych za wytwarzanie komórek jajowych i plemników. Od rozległości zmian w materiale genetycznym zależy, czy ma się do czynienia z chorobami spowodowanymi przez aberracje chromosomowe, czy z chorobami, których przyczyną są mutacje punktowe (jednogenowe).